# Colisão no ar no Senegal em 2015
Em 5 de setembro de 2015, o voo CEIBA Intercontinental 71, um avião de passageiros Boeing 737 em rota de Dakar, Senegal, para Malabo, Guiné Equatorial, colidiu no ar com uma ambulância aérea Hawker Siddeley HS-125 operada pela Senegalair. O 737 foi levemente danificado e conseguiu pousar com segurança em Malabo, mas o HS-125, depois de permanecer no ar por quase uma hora com a tripulação sem resposta, acabou colidindo com o oceano, matando as sete pessoas a bordo.

## Acidente
As duas aeronaves colidiram às 18:13 aproximadamente 130 km (80,8 mi) ao leste de Tambacounda, Senegal, enquanto cruzava a uma altitude de 35 000 ft (10 700 m) ao longo da mesma via aérea em direções opostas, em uma área sem cobertura de radar. O impacto cortou a seção superior de 1 metro da asa direita do Boeing e foi registrado na caixa-preta a bordo como uma breve oscilação e uma guinada não comandada prontamente corrigida pelo piloto automático.
Acredita-se que a ambulância aérea 6V-AIM tenha sido atingida na fuselagem, resultando na despressurização da cabine e na incapacidade da tripulação. O HS-125 continuou voando por mais 55 minutos sem que a tripulação respondesse a nenhuma das várias tentativas feitas para contatá-los. Passou por Dakar, seu destino pretendido, antes de provavelmente ficar sem combustível e colidir com o Oceano Atlântico por volta de 110 km (68,4 mi) ao oeste de Dakar. Os destroços não foram recuperados.
Enquanto isso, a tripulação do 737 da CEIBA havia avaliado que sua aeronave estava operando normalmente e decidiu pular a escala programada em Cotonou, Benin, e seguir diretamente para Malabo (a base operacional da companhia aérea), onde aterrissou sem mais incidentes.

## Aeronaves

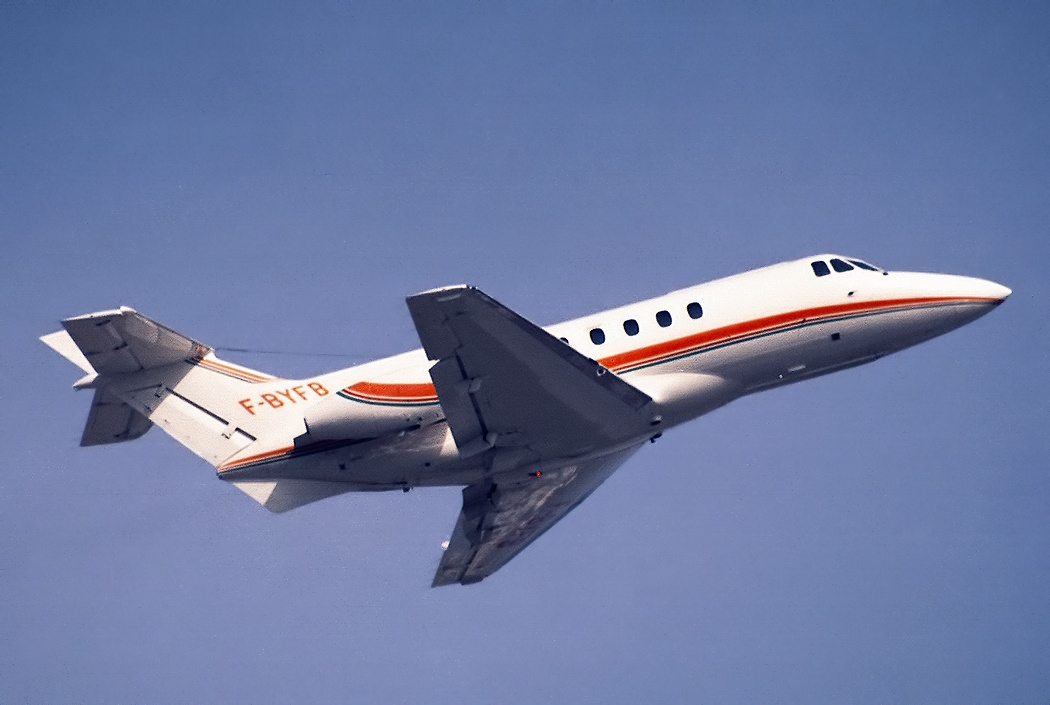
Um HS-125-700 similar à aeronave envolvida

A aeronave da CEIBA era um Boeing 737-8FB com prefixo equato-guineense 3C-LLY, que estava em serviço desde fevereiro de 2014. A ambulância aérea era um Hawker Siddeley HS-125-700A, prefixo senegalês 6V-AIM, que estava em serviço desde 1979.

## Mortes
Dos mortos, três eram pilotos, dois argelinos e um congolês, dois eram enfermeiros e um era médico, ambos burquineses e uma era uma paciente francesa.

## Investigação
Em agosto de 2017, o Centro de Investigação e Prevenção de Acidentes Aeronáuticos do Senegal (BEA Sénégal) divulgou um relatório final declarando que a causa provável do acidente foi a falha da tripulação do HS-125 em manter o nível de voo designado, que a tripulação reconheceu corretamente e leu de volta para o controle de tráfego aéreo.
O relatório também observou que houve incidentes anteriores envolvendo o 6V-AIM nos quais uma discrepância significativa foi registrada entre a altitude indicada pelos altímetros e transponder do avião, sugerindo uma possível falha no Sistema Pitot-estático da aeronave que também pode ter contribuído para o acidente. O relatório também lista como possível fator contribuinte a falha da tripulação e da equipe de manutenção da Senegalair em cumprir os procedimentos estabelecidos, mencionando várias instâncias detectadas anteriormente.
Ambas as aeronaves estavam equipadas com o sistema de prevenção de colisões TCAS, e a unidade do 737 da CEIBA foi posteriormente analisada e encontrada funcionando corretamente. Apesar disso, a tripulação do CEIBA não recebeu nenhum aviso do TCAS antes da colisão, uma circunstância que, segundo o relatório, poderia ter sido o resultado da falha do instrumento do HS-125 e a discrepância resultante entre as informações de altitude mostradas no altímetro e no alimentado ao transponder e aos sistemas TCAS.